# 千葉県道265号小見川海上線
千葉県道265号小見川海上線（ちばけんどう265ごう おみがわうなかみせん）は、千葉県香取市と旭市を結ぶ一般県道。

## 概要
- 起点：香取市小見川（国道356号交点）
- 終点：旭市岩井（千葉県道73号銚子海上線交点）

## 通過する自治体
- 香取市
- 香取郡東庄町
- 旭市

## 交差・接続する道路
- 国道356号：香取市小見川（起点）
- 千葉県道266号旭笹川線：香取郡東庄町窪野谷 - 大久保 ※一部重複
- 千葉県道267号下総橘停車場東城線：香取郡東庄町青馬
- 千葉県道74号多古笹本線：香取郡東庄町小南 - 八重穂 ※一部重複
- 千葉県道73号銚子海上線：旭市岩井（終点）